# Davide Petrucci
Davide Petrucci (Rome, 5 oktober 1991) is een Italiaans voetballer die bij voorkeur als aanvallende middenvelder speelt. 

## Clubcarrière
Petrucci doorliep de jeugdopleiding van AS Roma, alvorens hij in maart 2008 overstapte naar die van Manchester United. Vanwege blessureleed duurde het tot 2011 voor hij een vaste waarde werd in het reserveteam van de Engelse club. Manchester United verhuurde Petrucci in januari 2013 voor een half jaar aan Peterborough United. Vervolgens werd hij in het seizoen 2013/14 uitgeleend aan Antwerp FC, maar een half jaar later teruggehaald. In maart 2014 verhuurde Manchester Petrucci aan Charlton Athletic. De Engelse club ontbond in september 2014 vervolgens zijn contract. Daarop stapte Petrucci transfervrij over naar CFR Cluj.